# Wytheville
Wytheville är en småstad (town) i den amerikanska delstaten Virginia med en yta av 37 km² och en folkmängd, som uppgår till 7 804 invånare (2000). Wytheville är administrativ huvudort i Wythe County.